# New Sensations
New Sensations es una productora de filmes pornográficos americana. Es una controladora y productora-hermanada de Digital Sin. NS fue fundada en 1993 por Scott Taylor. En 2006, fue descrita por la Reuters como uno de los pocos estudios que dominan a industria de la pornografía en los Estados Unidos. Los primeros filmes que fueron producidos fueron de la serie Video Virgins, que se produjeron de 1993 hasta 1998.

## Premios
- 1995: AVN Award - Best Amateur Series - Video Virgins[3]
- 2000 AVN Award - Best All-Girl Release - The Four Finger Club 2[3]
- 2001: AVN Award - Best Special Effects - Intimate Expressions[3]
- 2001: AVN Award - Best Video Feature - Dark Angels[3]
- 2001: AVN Award - Best Videography - Jake Jacobs & Nic Andrews - Dark Angels[3]
- 2004: AVN Award - Best Suelo Sex Scene - Brook Ballentyne en Screaming Orgasms 11[3]
- 2005: AVN Award - Best Foreign All-Sex Series - Pleasures of the Flesh[3]
- 2005: AVN Award - Best Three-Way Sex Scene - Dani Woodward, Barrett Blade & Kurt Lockwood - Erotic Stories: Lovers & Cheaters[3]
- 2006: AVN Award - Best Videography - Nic Andrews - Dark Angels 2: Bloodline[3]
- 2008: AVN Award - Best Big Bust Series - Big Natural Breasts[4]
- 2009: AVN Award - Best New Series - Ashlynn Goes to College[5]
- 2009: AVN Award - Best Continuing Series - Ashlynn Goes to College[5]
- 2009: AVN Award - Best Vignette Series - Cheating Wives Tales[5]

## Digital Sin
Digital Sin fue fundada por Scott Taylor en 1999. La empresa originalmente licenciaba filmes de otros estudios para CD-ROMs y DVDs, sin embargo ahora libera contenido producido por la New Sensations. La Digital lanzó un DVD interactivo llamado Groupie Luv, que incluía a los raperos 50 Cent y Lloyd Banks.

### Premios
- 2003: XRCO Award - Best Girl-Girl Scene - Jenna Jameson & Carmen Luvana en My Plaything: Jenna Jameson 2[7]
- 2004: AVN Award - Best Interactive DVD - My Plaything: Jenna Jameson 2[3]
- 2005: AVN Award - Best Interactive DVD - Groupie Love[3]
- 2008: AVN Award - Best Oral-Themed Release - Frente Full of Diesel[4]
- 2007: AVN Award - Best Suelo Release - I Love Big Toys 2[3]
- 2007: AVN Award - Best Interracial Series - My Hot Wife Is Fucking Blackzilla
- 2009: AVN Award - Best Interactive DVD - My Plaything: Ashlynn Brooke[5]